# Włocławek
Włocławek (tysk Leslau) er en powiatby i Polen. Byen har 114.885(2013) indbyggere, og er en del af voivodskabet Kujavien-Pommern. Indtil 1999 var den hovedby i Włocławek voivodskab.